# سرديان غاربيز
سرديان غاربيز (بالصربية: Срђан Грабеж)‏ هو لاعب كرة قدم صربي في مركز الدفاع، ولد في 2 أبريل 1991 في أباتين في صربيا. لعب مع نادي سبارتاك ترنافا.

## وصلات خارجية
- سرديان غاربيز على موقع قاعدة بيانات كرة القدم.إي يو (الإنجليزية)
- سرديان غاربيز على موقع Soccerbase.com (لاعب) (الإنجليزية)
- سرديان غاربيز على موقع Soccerway.com (الإنجليزية)
- سرديان غاربيز على موقع عالم كرة القدم.نت (الإنجليزية)